# Championnat d'Uruguay de football 1937
Navigation
Édition précédente Édition suivante
La 35e édition du championnat d'Uruguay de football est remportée par le Club Atlético Peñarol. C’est le quatrième titre de champion du club dans l’ère professionnelle, le troisième consécutif. Peñarol l’emporte avec 1 point d’avance sur le Nacional. Montevideo Wanderers complète le podium. 
Pour la première fois la question d’une relégation vers la deuxième division  se pose. Les deux équipes ayant terminé à la dernière place du championnat en 1936 et 1937 se rencontrent en match de barrage pour déterminer l’équipe qui sera opposée au Liverpool Fútbol Club. 
Tous les clubs participant au championnat sont basés dans l’agglomération de Montevideo.

## Les clubs de l'édition 1937
| \| Montevideo: · Defensor · Bella Vista · Central · Wanderers · Nacional · Peñarol · Racing Club · Rampla Juniors · River Plate · Sud América Montevideo \| Localisation des clubs engagés dans le championnat. |
| Montevideo: · Defensor · Bella Vista · Central · Wanderers · Nacional · Peñarol · Racing Club · Rampla Juniors · River Plate · Sud América Montevideo                                                           |

| Club                             | Stade               | Capacité | Ville      |
| -------------------------------- | ------------------- | -------- | ---------- |
| Defensor Sporting Club           | -                   | -        | Montevideo |
| Club Atlético Bella Vista        | Parque José Nasazzi | -        | Montevideo |
| Central Español Fútbol Club      | -                   | -        | Montevideo |
| Montevideo Wanderers Fútbol Club | -                   | -        | Montevideo |
| Club Nacional de Football        | -                   | -        | Montevideo |
| Club Atlético Peñarol            | -                   | -        | Montevideo |
| Racing Club de Montevideo        | -                   | -        | Montevideo |
| Rampla Juniors Fútbol Club       | -                   | -        | Montevideo |
| Club Atlético River Plate        | -                   | -        | Montevideo |
| Institución Atlética Sud América | -                   | -        | Montevideo |

## Compétition

### Classement
Le classement est établi sur le barème de points suivant : victoire à 2 points, match nul à 1, défaite à 0.
| Rang | Équipe                      | Pts | J  | G  | N | P  | Bp | Bc | Diff |
| ---- | --------------------------- | --- | -- | -- | - | -- | -- | -- | ---- |
| 1    | Club Atlético Peñarol T     | 29  | 18 | 14 | 1 | 3  | 53 | 18 | +35  |
| 2    | Club Nacional de Football   | 28  | 18 | 11 | 6 | 1  | 35 | 19 | +16  |
| 3    | Montevideo Wanderers        | 21  | 18 | 9  | 3 | 6  | 33 | 22 | +11  |
| 4    | River Plate                 | 20  | 18 | 8  | 4 | 6  | 36 | 35 | +1   |
| 5    | Rampla Juniors              | 18  | 18 | 6  | 6 | 6  | 35 | 32 | +3   |
| 6    | Central Español Fútbol Club | 14  | 18 | 5  | 4 | 9  | 29 | 37 | -8   |
| 7    | Racing Montevideo           | 14  | 18 | 5  | 4 | 9  | 25 | 38 | -13  |
| 8    | Club Atlético Bella Vista   | 13  | 18 | 4  | 5 | 9  | 29 | 36 | -7   |
| 9    | Sud América                 | 13  | 18 | 4  | 5 | 9  | 24 | 37 | -13  |
| 10   | Defensor Sporting Club      | 10  | 18 | 4  | 2 | 12 | 30 | 54 | -24  |

| Légende : Qualifications et relégations | Légende : Qualifications et relégations |
| --------------------------------------- | --------------------------------------- |
|                                         | Champion d’Uruguay                      |
|                                         | Relégation en deuxième division         |
|                                         | T : Tenant du titre P : Promus          |

### Barrages
Le Defensor, dernière du championnat 1937, et le Racing, dernière du championnat 1936 se rencontrent  afin de déterminer l’équipe qui va rencontrer le Liverpool Fútbol Club, champion de la deuxième division (Intermedia) pour obtenir une place en première division.
| barrage 1 | Defensor Sporting Club | 4-1 | Racing Montevideo |  |  |
|           |                        |     |                   |  |  |

| barrage de relégation, match aller | Liverpool Fútbol Club | 4-1 | Racing Montevideo |  |  |
|                                    |                       |     |                   |  |  |

| barrage de relégation, match retour | Racing Montevideo | 4-1 | Liverpool Fútbol Club |  |  |
|                                     |                   |     |                       |  |  |

| barrage de relégation, match d’appui | Liverpool Fútbol Club | 1-0 | Racing Montevideo |  |  |
|                                      |                       |     |                   |  |  |

Au terme de ces barrages, Liverpool obtient donc sa place en première division. La fédération uruguayenne décide toutefois de maintenir le Racing dans l’élite. Le championnat 1938 sera donc disputé par 11 équipes.

## Bilan de la saison
| Championnat d'Uruguay de football 1937                             |                                  |
| Champion                                                           | Club Atlético Peñarol (4e titre) |
| Promotions et relégations                                          |                                  |
| Promus en Primera División                                         | Liverpool Fútbol Club            |
| Relégués en Championnat d'Uruguay de football de deuxième division | Aucun                            |

## Statistiques

### Meilleur buteur
1. Horacio Tellechea (Club Atlético Peñarol), 16 buts.